# Distretto di Jining
Il distretto di Jining (集宁区S, Jíníng QūP) è un distretto della Cina, situato nella regione autonoma della Mongolia Interna e amministrato dalla prefettura di Ulaan Chab.